# Canals, Tarn-et-Garonne
Canals är en kommun i departementet Tarn-et-Garonne i regionen Occitanien i södra Frankrike. Kommunen ligger i kantonen Grisolles som tillhör arrondissementet Montauban. År 2022 hade Canals 807 invånare.

## Befolkningsutveckling
Antalet invånare i kommunen Canals
| Referens: INSEE |